# Bruce Cassidy
Bruce James Cassidy (* 20. Mai 1965 in Ottawa, Ontario) ist ein ehemaliger kanadischer Eishockeyspieler und derzeitiger -trainer. In seiner von 1984 von 1996 andauernden und von Verletzungen geprägten Profikarriere absolvierte der Verteidiger 37 Spiele für die Chicago Blackhawks in der National Hockey League, verbrachte jedoch den Großteil der Zeit in Minor Leagues sowie von 1990 bis 1994 in Europa. Als Trainer arbeitete sich der Kanadier schnell die Minor Leagues hinauf, sodass er bereits von 2002 bis 2003 als Cheftrainer der Washington Capitals in der NHL fungierte. In der Folge verbrachte er fast 15 Jahre in der Organisation der Boston Bruins, die er von Februar 2017 bis Juni 2022 trainierte und als deren Cheftrainer er im Jahre 2020 mit dem Jack Adams Award als bester Headcoach der NHL geehrt wurde. Seit Juni 2022 ist er nun als Headcoach der Vegas Golden Knights tätig, mit denen er in den Playoffs 2023 den Stanley Cup gewann.

## Karriere

### Als Spieler
Bruce Cassidy spielte in seiner Jugend für die in seiner Heimatstadt ansässigen Ottawa 67’s in der Ontario Hockey League (OHL). In seiner ersten Saison 1982/83 kam der Verteidiger auf 111 Scorerpunkte in 70 Spielen und wurde infolgedessen mit dem Emms Family Award als bester Rookie des Jahres ausgezeichnet. Im anschließenden NHL Entry Draft 1983 wählten ihn die Chicago Black Hawks an 18. Position aus. Vorerst kehre Cassidy jedoch für eine weitere Saison in die OHL zurück, in der er mit den 67’s sowohl den J. Ross Robertson Cup als auch anschließend den Memorial Cup gewann, wobei er ins OHL Second All-Star Team sowie ins Memorial Cup All-Star Team gewählt wurde. Ferner vertrat er sein Heimatland mit der U20-Nationalmannschaft bei der U20-Weltmeisterschaft 1984 und belegte dort mit dem Team den vierten Platz. Nach Ende der OHL-Spielzeit debütierte er am 11. März 1984 für die Black Hawks in der National Hockey League (NHL).
In den folgenden Jahren erlitt Cassidy mehrere Knieverletzungen und musste mehrfach operiert werden, sodass er in den drei Saisons 1984/85 bis 1986/87 auf nur 66 Pflichtspieleinsätze kam. In der Folge gelang es ihm nicht, sich im NHL-Aufgebot der Blackhawks zu etablieren, sodass er den Großteil der Zeit bei deren Farmteams in der American Hockey League (AHL) und International Hockey League (IHL) verbrachte. Außerdem stand er in der Saison 1986/87 in zwölf Spielen für die kanadischen A-Nationalmannschaft auf dem Eis. Erfolge konnte der Abwehrspieler vor allem in der IHL feiern, als er 1989 und 1990 jeweils ins IHL First All-Star Team berufen wurde und 1990 mit den Indianapolis Ice die Playoffs um den Turner Cup gewann. Das Jahr 1990 markierte auch das Ende seiner NHL-Karriere – er absolvierte insgesamt 37 Spiele für die Blackhawks – sowie das vorläufige Ende seiner Karriere in Nordamerika, so wechselte Cassidy zur Saison 1990/91 zum italienischen HC Alleghe.
In Alleghe verbrachte der Verteidiger drei Jahre, wobei er mit dem Team 1993 die Meisterschaft der Alpenliga gewann. Im letzten Jahr seiner Zeit in Europa war Cassidy für den EHC Biel und den ESV Kaufbeuren aktiv, ehe er zur Saison 1994/95 nach Nordamerika zurückkehrte und erneut einen Vertrag bei den Blackhawks unterzeichnete, die ihn wiederum bei den Indianapolis Ice in der IHL einsetzten. In Indianapolis war der Kanadier zwei volle Saisons aktiv, ehe er seine aktive Karriere nach zehn Spielen in der Saison 1996/97, die er bereits parallel als Assistenztrainer bestritten hatte, für beendet erklärte und direkt die Position des Cheftrainers bei den Jacksonville Lizard Kings übernahm.

### Als Trainer
Cassidy hatte die Jacksonville Lizard Kings aus der ECHL nach einem schwachen Saisonstart übernommen und trainierte das Team eineinhalb Saisons, ehe er im Juli 1998 zu den Indianapolis Ice zurückkehrte, die er 1996 bereits kurzzeitig als Assistenztrainer betreut hatte. Der Kanadier führte die Ice in die Playoffs, scheiterte dort jedoch in der zweiten Runde. Nach nur einem Jahr als Cheftrainer in Indianapolis übernahm Cassidy die zur Saison 1999/00 neu gegründeten Trenton Titans in der ECHL, die er bis ins Conference-Finale führte. Dennoch wechselte er bereits nach einem Jahr erneut den Verein, sodass er im Jahre 2000 die Grand Rapids Griffins aus der IHL übernahm und mit ihnen die Fred A. Huber Trophy als punktbeste Mannschaft der regulären Saison gewann. Nach dem Wechsel der Griffins in die AHL betreute Cassidy die Mannschaft ein weiteres Jahr, in dem er zum AHL All-Star Classic berufen sowie mit dem Louis A. R. Pieri Memorial Award als bester Trainer der AHL ausgezeichnet wurde.
Durch diese Erfolge in den Minor Leagues erhielt Cassidy mit Beginn der Saison 2002/03 seinen ersten Posten als Cheftrainer eines NHL-Teams, als ihn die Washington Capitals verpflichteten. In seiner ersten Saison in der höchsten Liga Nordamerikas führte der Kanadier die Capitals zu einem zweiten Platz in der Southeast Division, scheiterte in der ersten Playoff-Runde jedoch an den Tampa Bay Lightning. Nach nur acht Siegen in 28 Spielen wurde Cassidy früh in seiner zweiten NHL-Saison entlassen und durch Glen Hanlon ersetzt. Nach der Lockout-Saison 2004/05 und einem Jahr als Assistenztrainer bei seinem früheren Team, den Chicago Blackhawks, übernahm Cassidy mit Beginn der Spielzeit 2006/07 die Kingston Frontenacs aus der OHL. Nach einem durchschnittlichen ersten Jahr und dem Ausscheiden in der ersten Playoff-Runde starteten die Frontenacs in die Spielzeit 2007/08 mit neun Niederlagen aus zwölf Spielen, sodass der Kanadier abermals von seinen Pflichten enthoben wurde.
Mit Beginn der Saison 2008/09 kehrte Cassidy in die AHL zurück und übernahm die Position des Assistenztrainers bei den Providence Bruins, die er in der Folge drei Jahre innehatte. Nach der Entlassung von Rob Murray wurde er 2011 zum Cheftrainer befördert und führte die Bruins von 2012 bis 2016 viermal in Folge in die Playoffs. Im Mai 2016 gaben die Boston Bruins, das NHL-Kooperationsteam der Providence Bruins, die Verpflichtung Cassidys als Assistenztrainer von Headcoach Claude Julien bekannt. In dieser Funktion war Cassidy nur ein knappes halbes Jahr tätig, ehe Julien im Februar 2017 entlassen wurde und er die Position des Cheftrainers interimsweise übernahm. Nach dem Ende der Saison 2016/17, in der Cassidy das Team noch in die Playoffs geführt hatte, wurde der Kanadier fest als Cheftrainer der Bruins verpflichtet.
Mit Boston erreichte er in den Playoffs 2019 das Finale um den Stanley Cup, unterlag dort allerdings den St. Louis Blues. Im Folgejahr gewann er mit seinem Team die Presidents’ Trophy als punktbestes Team der regulären Saison, ehe er persönlich mit dem Jack Adams Award als bester Trainer der NHL ausgezeichnet wurde. Obwohl er die Bruins auch in den beiden Folgejahren in die Playoffs führte, wurde er nach der Saison 2021/22 entlassen. Somit war er in jedem Jahr seiner Amtszeit in der post-season vertreten und verließ die Bruins mit der höchsten Punktquote (67,2 %) seit Bep Guidolin Anfang der 1970er Jahre, der 69,2 % der möglichen Punkte holte. Aufgrund dieser Erfolge wurde Cassidy nur wenige Tage später von den Vegas Golden Knights verpflichtet, bei denen er die Nachfolge von Peter DeBoer antrat. Mit den Golden Knights wiederum errang er direkt in seiner Debütsaison in den Playoffs 2023 den ersten Stanley Cup der Franchise-Geschichte.

## Erfolge und Auszeichnungen
| Als Spieler - 1983 Emms Family Award - 1984 J.-Ross-Robertson-Cup-Gewinn mit den Ottawa 67’s - 1984 OHL Second All-Star Team - 1984 Memorial-Cup-Gewinn mit den Ottawa 67’s - 1984 Memorial Cup All-Star Team - 1989 IHL First All-Star Team - 1990 Turner-Cup-Gewinn mit den Indianapolis Ice - 1990 IHL First All-Star Team - 1993 Alpenliga-Meisterschaft mit dem HC Alleghe | Als Trainer - 2001 Fred A. Huber Trophy mit den Grand Rapids Griffins - 2002 Louis A. R. Pieri Memorial Award - 2002 Teilnahme am AHL All-Star Classic - 2020 Jack Adams Award - 2023 Stanley-Cup-Gewinn mit den Vegas Golden Knights |

## Karrierestatistik

### Spielerstatistik

#### International
Vertrat Kanada bei:
- U20-Weltmeisterschaft 1984

(Legende zur Spielerstatistik: Sp oder GP = absolvierte Spiele; T oder G = erzielte Tore; V oder A = erzielte Assists; Pkt oder Pts = erzielte Scorerpunkte; SM oder PIM = erhaltene Strafminuten; +/− = Plus/Minus-Bilanz; PP = erzielte Überzahltore; SH = erzielte Unterzahltore; GW = erzielte Siegtore; 1 Play-downs/Relegation; Kursiv: Statistik nicht vollständig)

### Trainerstatistik
(Legende zur Trainerstatistik: S = Siege; N = Niederlagen; U = Unentschieden; OTL = Niederlage in Verlängerung bzw. Shootout; Pkt = Punkte)

## Persönliches
Cassidy ist verheiratet und Vater zweier Kinder.